# Kot Chutta
Kot Chutta (en ourdou : كوٹ چهُٹّہ) est une ville pakistanaise située dans le district de Dera Ghazi Khan, dans la province du Pendjab. Elle est la capitale du tehsil du même nom, et est la troisième plus grande ville du district.
Selon le recensement de 2017, la population de la ville s'établit à 51 691 habitants. C'est d'ailleurs à l'occasion de celui-ci que Kot Chutta est considérée comme une ville pour la première fois. Selon le recensement de 2023, la population de la ville monte à 59 870 habitants.